# Visual User Environment
Visual User Environment (VUE o HP-VUE) è stata un'interfaccia grafica sviluppata da Hewlett-Packard per il  sistema X Window System, che costituí la base per il  Common Desktop Environment.

## Storico delle versioni
- VUE 1.0 - distribuito con Domain/OS SR10.4
  - VUE 1.1
- VUE 2.0 - distribuito per HP-UX
  - VUE 2.0.1
- VUE 3.0 - distribuito con HP-UX 9.0